# Platybrissus roemeri
Platybrissus roemeri is een zee-egel uit de familie Eurypatagidae.
De wetenschappelijke naam van de soort werd in 1866 gepubliceerd door Adolph Eduard Grube.